# Château Montrose
Koordinaten: 45° 14′ 46,8″ N, 0° 45′ 42,6″ W
Château Montrose ist ein berühmtes französisches Weingut des Weinbaugebiets Bordeaux.  Es ist in der Klassifikation von 1855 als Grand Cru Classé (Deuxieme Cru) aufgeführt.
Es liegt in einer herrlichen Ufer-Hügellage über dem Mündungstrichter Gironde, im Gebiet von Saint-Estèphe in der Appellation Médoc, ungefähr 60 km nordwestlich von Bordeaux. Das Gut gehörte seit 1896 der Familie Charmoluë und wurde im Jahr 2006 von Martin und Olivier Bouygues (siehe auch die französische Unternehmensgruppe Bouygues) übernommen.

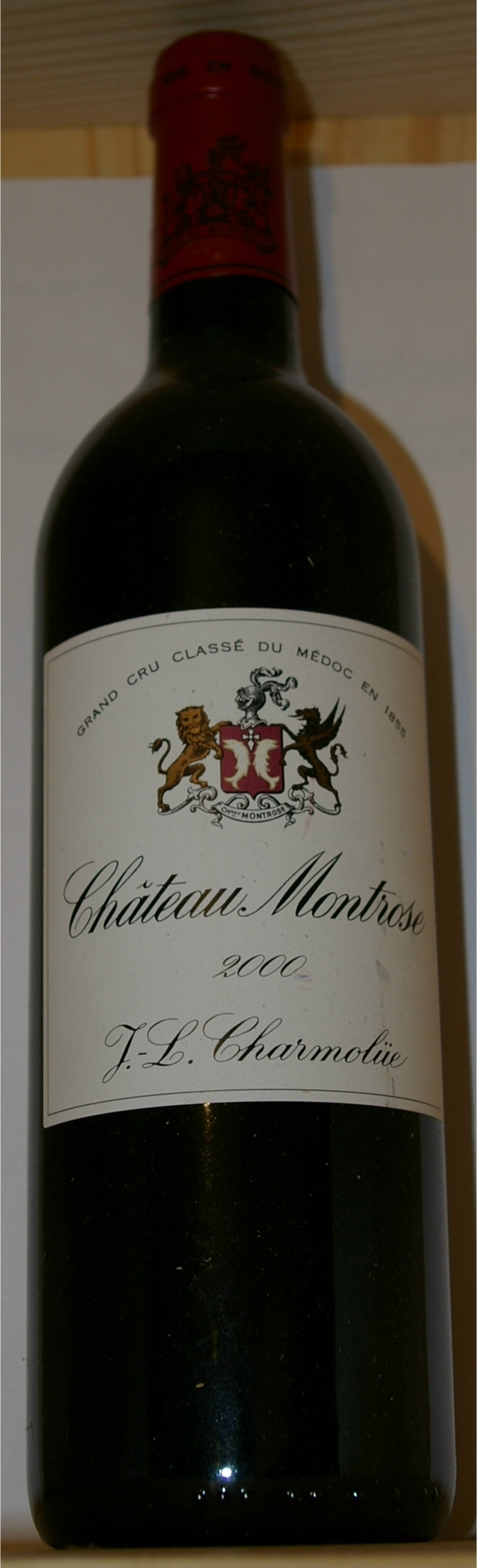
Montrose 2000

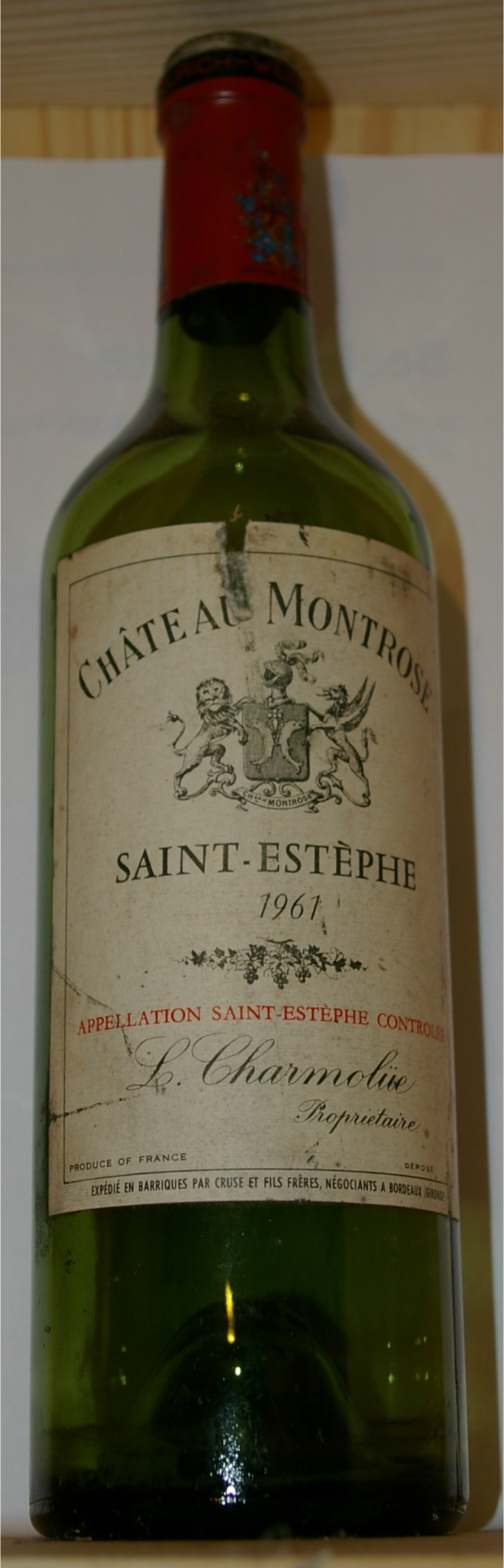
Montrose 1961

Die Rebflächen umfassen 69 Hektar und sind zu 65 % mit der Rebsorte Cabernet Sauvignon, 25 % Merlot, 8 % Cabernet Franc und 2 % Petit Verdot besetzt. Die Reben sind durchschnittlich 45 Jahre alt. Die Gesamtproduktion des Gutes umfasst ca. 350.000 Flaschen Wein im Jahr, wovon ca. 40 % auf den Zweitwein «La Dame de Montrose» entfallen.
Aufgrund dieser erzsoliden Arbeitsweise und des vergleichbaren, wuchtigen Stils wird Montrose auch als „Der Latour von St. Estèphe“ bezeichnet.

## Der Wein
Montrose arbeitet äußerst zuverlässig und in alter Handwerkstradition. In sehr guten Jahren wird verlässlich auch hochklassiger Wein erzeugt, was durchaus nicht bei jedem namhaften Weingut immer gelingt. Dennoch ist der Wein meist deutlich preiswerter (wenn man dies bei Preisen von 40 bis 50 €/Flasche sagen kann) als ähnlich erstklassige Tropfen. Dies dürfte vor allem daran liegen, dass Château Montrose den modernen Tendenzen hin zu fruchtigeren und früher reifenden Weinen nicht folgt und somit bei Vergleichsdegustationen in den ersten Jahren nach der Ernte vordergründig schlechter abschneidet. Dieses Bild ändert sich allerdings bei Vergleichen nach frühestens 5–6 Jahren der Reife. Im Allgemeinen kann man sagen, dass der Wein von Montrose mindestens 10 Jahre, besser aber ca. 15 Jahre vor dem Genuss gelagert werden sollte.
Der beste Wein bislang (Stand 2005) ist der Jahrgang 1990, der von Robert Parker mit 100 PP stets als perfekt gewertet wurde und auf Verkostungen regelmäßig auch erstklassige Nachbarn schlägt. Auch die Weine von 2000 und (teilweise kontrovers beurteilte) 2003 sollen sich ausgezeichnet entwickeln; der 2003 wird momentan mit 96 bis 100 PP bewertet, also mit einer Chance auf Vollkommenheit. Seit kurzem ist auch der Jahrgang 2009 verfügbar, der nach einhelliger Meinung der Degustatoren zu den allergrößten je produzierten Montrose zählt (100 PP), jedoch aufgrund seiner massiven Tannine noch Jahrzehnte benötigt, bis er seine volle Trinkreife entfaltet hat.
Auch sehr alte Jahrgänge von Montrose-Weinen können herausragend sein, so der Jahrgang 1961: Falls es gelingt, eine Flasche aus korrekter Lagerung bei gleichmäßig kühler Temperatur aufzutreiben. Die Jahrgänge 1970 und 1975 (Stand 2005) sind jetzt noch nicht ganz ausgereift und sollten noch lagern.
Auf der legendären Weinprobe von 1976 in Paris belegte der Jahrgang 1970 einen hervorragenden dritten Rang.

## Geschichte
Die Geschichte des Weinguts ist im Vergleich zu anderen umliegenden Château vergleichsweise jung. Durch die Lage an der Gironde wurde das Land erst spät trockengelegt und urbar gemacht. Die Ländereien des heutigen Château Montrose waren Teil des riesigen Besitzes von Calon und gingen am 6. März 1778 durch Beschluss des Parlement von Bordeaux von Alexandre de Ségur auf Etienne Dumoulin über. Der auf einer Kieskuppe gelegene Grund war nur mit trockenen Gräsern bewachsenes Heideland. Die im Frühjahr rosafarben blühende Heide soll dem Gut zu seinem Namen verholfen haben: mont rose, der rosafarbene Berg. Über etwaige Aktivitäten von Etienne auf seinem Grundstück ist nichts bekannt. Erst sein Sohn Théodore begann 1815 mit der Anlage von Weinfeldern und im Jahr 1820 stand bereits ein Herrenhaus auf der Nutzfläche. Im Jahr 1824 trennte er sich von einem Großteil von Calon (er verkaufte den Grund an Firmin de Lestapis) und behielt nur den Teil von Montrose, den er auf einer alten Parzelle namens La Lande de l’Escargeon angelegt hatte. Nur acht Jahre nach der Trennung von Calon hatte Dumoulin 30 Hektar Rebfläche, die er durch kleiner Zukäufe beständig ausweitete. Im Jahr 1855 standen bereits 50 Hektar unter Ertrag. Die Qualitätsbemühungen von Dumoulin wurden bei der anlässlich der Weltausstellung 1855 erstellten Klassifikation mit der Einstufung als Deuxième Grand Cru belohnt.
Als Théodore im Jahr 1861 starb, kam der Besitz an seine zwei Adoptivkinder, die ihn jedoch bereits fünf Jahre später an Mathieu Dollfus (1799–1887) verkauften. Dollfus erweitert das Gut auf 65 Hektar, baute das Hauptgebäude um und modernisierte auch den angeschlossenen landwirtschaftlichen Betrieb. Kurz vor seinem Tod gründete er die Société Viticole de Château Montrose, die wenig später von seinem Sohn Charles Dollfus (1828–1907) geleitet wurde.
Kaum zwei Jahre später verkaufte Charles das Gut am 22. Juni 1889 für 1,5 Millionen Francs an die Brüder Jean-Justin und Jean-Jules Hostein. Den beiden Brüdern gehörte bereits Château Cos d’Estournel. Schnell gelangte Jean-Jules in den gesamten Besitz, verkaufte ihn jedoch bereits 1896 an seinen Schwiegersohn Louis Victor Charmolüe. Der auf Château Figeac geborene Louis Victor begann mit der Neuanpflanzung der Rebflächen, die von der Reblaus und dem Mehltau stark in Mitleidenschaft gezogen waren. Louis Victor Charmolüe selbst leitete das Gut bis 1925, sein Sohn Albe Charmolüe folgte bis zu seinem Tod im Jahr 1944. Dessen Ehefrau und Witwe Yvonne Charmolüe leitete das Gut bis in das Jahr 1960 und übergab es an Jean-Louis Charmolüe.
Im Jahr 2006 endete die Ära Charmolüe, als das Gut an die Brüder Martin und Olivier Bouygues (siehe Bouygues) verkauft wurde.